# Parafia św. Bartłomieja w Unisławiu
Parafia Świętego Bartłomieja w Unisławiu – parafia rzymskokatolicka z siedzibą w Unisławiu w dekanacie Unisław Pomorski w diecezji toruńskiej. Parafia powstała w XIII wieku.

## Zasięg parafii
Do parafii należą wierni z miejscowości: Błota, Bruki I, Bruki II, Głażewo, Gołoty, Gzin, Raciniewo, Stablewice, Unisław. Przy parafii działają grupy parafialne: Stowarzyszenie Rodzin Katolickich, Żywy Różaniec, Stowarzyszenie Matki Boskiej Bolesnej - Dobrej Śmierci, Akcja Katolicka, Koło Ministranckie, Lektorzy, Schola liturgiczna i chór kościelny pw. św. Cecylii, Zespół charytatywny.